# イタロ・カルヴィーノ
イタロ・カルヴィーノ（Italo Calvino, 1923年10月15日 - 1985年9月19日）は、イタリアの小説家、SF作家、幻想文学作家、児童文学作家、文学者、評論家。20世紀イタリアの国民的作家とされ、多彩な作風で「文学の魔術師」とも呼ばれる。

## 経歴
キューバのハバナ近くの村サンチャゴ・デ・ラス・ベガスで農学者で農業試験場の所長をしていた父マリオ・カルヴィーノと植物学者の母エヴァリーナ・マメーリの間に生まれる。2歳の時に父が花弁栽培試験場の所長となり、両親とともにイタリアに戻り、20歳までサンレーモで過す。1941年にトリノ大学農学部に入学。1943年にフィレンツェ大学農学部に籍を移す。ムッソリーニ失脚と救出後のファシスト政府成立で徴兵忌避のために身を隠し、1944年に弟と一緒にパルチザンに参加し、1945年のイタリア解放に至るまでガリバルディ旅団に属して沿海アルプスの山中で活動した。
戦後はトリノ大学文学部に編入して1947年に卒業し、エイナウディ社編集部に入った。またイタリア共産党員としても活動し、機関誌『ウニタ』の編集局員も務めたが、ハンガリー動乱などの社会的動向の影響で1956年に脱党した。
1945年に書いた短編小説が、カルヴィーノの2人の父と言われるパヴェーゼ、エリオ・ヴィットリーニの目に止まり、雑誌『アレトゥーザ』『ポリテークニコ』に掲載されて作家デビュー。1946年にモンダドーリ社で新人の長編小説募集に、パルチザンでの体験を元にした『くもの巣の小道』を応募し、採用されなかったが、パヴェーゼが気に入って1947年にエイナウディ社から出版され、ネオレアリズモ文学の傑作と評される。その後、1952年の『まっぷたつの子爵』、続いて『木のぼり男爵』『不在の騎士』という寓話的でファンタスティックな要素を持つ作品を発表。アンチ・ネオリアリズモ作品として注目を集め、この3作は1960年に『我々の祖先』（Il nostriantenati）と題した一巻としてまとめられた。その後も、科学的知見と空想力を駆使した『レ・コスミコミケ』、『柔らかい月』や、メタフィクションの手法による『冬の夜ひとりの旅人が』、マルコ・ポーロを語り手に架空の都市を描いてゆく『見えない都市』など、時に実験的な手法も取り入れた作品を主に発表するようになる。
1954-56年にかけては、「グリム童話集」に匹敵するものをという出版社の依頼で、イタリア全土から採集した民話をまとめた『イタリア民話集』の編纂も手掛けた。類型を整理した200編の民話を地域別にまとめ、また方言からの書き起こしなどもおこなった労作で、「「ピノッキオ」以来、イタリアに登場した子ども向けの本としてはもっともうつくしい作品」（ナタリア・ギンズブルグ）と評された。
1959年にはヴィットリーニとともに雑誌『メナボー』を創刊、ヴィットリーニの死とともに1967年に終刊。
]による『エルサレム解放』と同時刊行。1969年に刊行されたボニファチオ・ベンボ画の豪華本『タロット(Tarocchi)』に、各カードにまつわる物語「宿命の交わる城」を掲載。これに「宿命の交わる酒
1962年にはオムニバス映画「ボッカチオ'70」の第一話『レンツォとルチアーナ』の合同脚本に一部参加する。
1970年にはアリオスト『狂えるオルランド』の現代向け編集版を、アルフレード・ジュリアーノによる『エルサレム解放』と同時刊行。1969年に刊行されたボニファチオ・ベンボ画の豪華本『タロット(Tarocchi)』に、各カードにまつわる物語「宿命の交わる城」を掲載。これと「宿命の交わる酒場」を加え、1973年に『宿命の交わる城』を出版。
1976年には、国際交流基金の文化使節として来日、その時の印象を記したエッセイは『砂のコレクション』の第一部に収められた。また訳者の河島英昭、米川良夫、脇功らとも深く交流した。

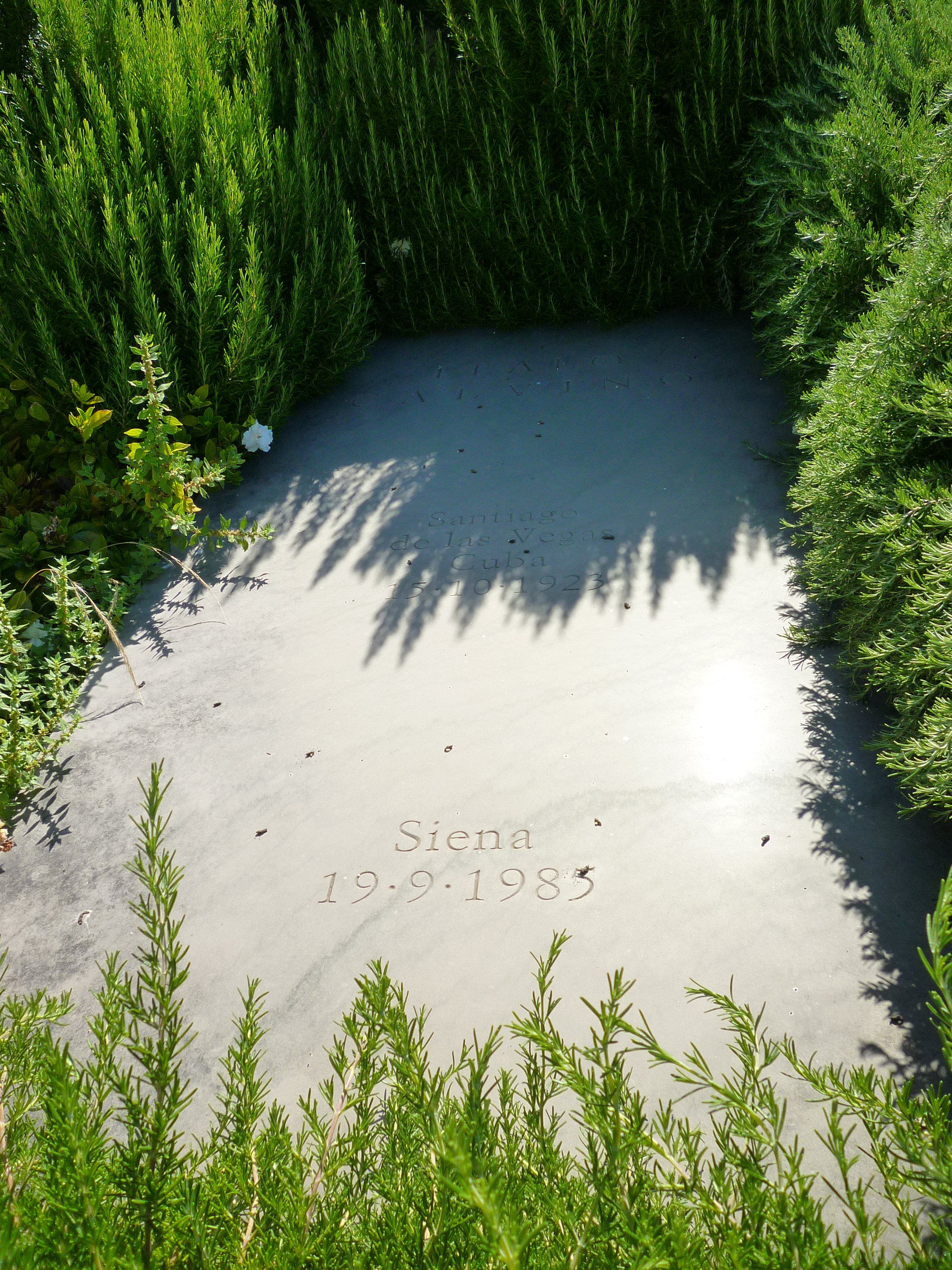
カスティリオーネ・デッラ・ペスカーイアにある墓地

60年代末からパリに「隠者として」居住し、晩年の5年間はローマに住んだ。夏の間はトスカーナ州のカスティリオーネ・デッラ・ペスカーイアに近いロッカメアの別荘で過ごし、コリエーレ・デラ・セラ新聞に寄稿した。1985年に脳卒中でシエナの病院で死去。この時はコッシガ大統領も病院へ弔問に訪れたという。ジョン・アップダイクは追悼文で「カルヴィーノの類まれな魔術と見事な語り口は最良の読者たちの愛に値した」「ポストモダニズムというものがあるとすれば、彼はそのもっとも魅惑的な作家である」と述べている。
当時人間の五感をテーマにした5編の中編を構想中で、完成していた3編が遺作として『ジャガーの空の下で』の題で1986年に刊行された。ハーバード大学ノートン詩学講義のために用意していた草稿は、急逝により使用されず、1988年になって文学論『カルヴィーノの文学講義』として刊行された。
短編「サン・ジョバンニの道」「公認のゴミ箱」などの自伝的な作品では、父マリオのサンレモの家や農場での自然と密接な関わりを持つ暮らしぶりが描かれている。

## 訳書一覧

### 長編
- 『木のぼり男爵』米川良夫訳、白水社、1964、新版1990ほか。白水Uブックス 1995 新版2018
- 『不在の騎士』本川洋子訳、学藝書林、1970（全集・現代文学の発見） 
  - 脇功訳、松籟社、1989（イタリア叢書）　
  - 米川良夫訳、国書刊行会、1989、河出文庫 2005、白水Uブックス 2017

- 『まっぷたつの子爵』河島英昭訳、晶文社、1971、岩波文庫 2017
  - 村松真理子訳、白水Uブックス、2020
- 『くもの巣の小道』 米川良夫訳、福武書店、1990、福武文庫 1994、ちくま文庫 2006
  - 別訳『蜘蛛の巣の小道』花野秀男訳、白夜書房、1977
- 『ある投票立会人の一日』 柘植由紀美訳、鳥影社、2016
- 『スモッグの雲』 柘植由紀美訳、鳥影社、2021
- 『マルコ・ポーロの見えない都市』 米川良夫訳、河出書房新社 1977、新版2000。「見えない都市」河出文庫 2003
- 『宿命の交わる城』河島英昭訳、講談社、1980、河出文庫 2004
- 『冬の夜ひとりの旅人が』脇功訳、松籟社、1981、ちくま文庫 1995、白水Uブックス 2016
- 『遠ざかる家　建築投機』和田忠彦訳、松籟社、1985（イタリア叢書）

### 短編集
- 『マルコヴァルドさんの四季』安藤美紀夫訳、岩波書店、1968、岩波少年文庫 1977　
  - 関口英子訳、岩波少年文庫、2009。新訳版
- 『カナリア王子』安藤美紀夫訳　福音館、1969、福音館文庫 2008（安野光雅画）
- 『柔かい月』脇功訳、河出書房新社、1971、ハヤカワ文庫 1981、河出文庫 2003
- 『みどりの小鳥―イタリア民話選』河島英昭訳、岩波書店、1978、岩波少年文庫 2013
- 『レ・コスミコミケ』米川良夫訳、早川書房 1978、ハヤカワ文庫 1986、新版2004。SF短編集
- 『イタリアの怪奇民話』渡部容子編訳、評論社、1982
- 『イタリア民話集』河島英昭編訳、岩波文庫（上下） 1984‐85、ワイド版2010
- 『パロマー』和田忠彦訳、松籟社、1988、岩波文庫 2001
- 『イタリアのむかし話 悪魔にもらったズボン』大久保昭男訳、偕成社、1989
- 『魔法の庭』和田忠彦訳、晶文社 1991、ちくま文庫 2007、岩波文庫（新編）2018。初期短篇集
- 『むずかしい愛』和田忠彦訳、福武書店、1991、岩波文庫 1995
- 『サン・ジョヴァンニの道　書かれなかった「自伝」』 和田忠彦訳、朝日新聞社、1999。自伝的小説集
- 『最後に鴉がやってくる』関口英子訳、国書刊行会、2018

### エッセイ・講義など
- 『なぜ古典を読むのか』 須賀敦子訳、みすず書房、1997。河出文庫 2012（池澤夏樹解説）
- 『カルヴィーノの文学講義　新たな千年紀のための六つのメモ』 米川良夫訳、朝日新聞社、1999。「アメリカ講義」岩波文庫 2011（和田忠彦補訳）
- 『水に流して　カルヴィーノ文学・社会評論集』 和田忠彦・大辻康子・橋本勝雄訳、朝日新聞社、2000
- 『砂のコレクション』 脇功訳、松籟社、1988（イタリア叢書）

## 作品リスト

### 長編小説
- くもの巣の小径 (Il Sentiero Dei Nidi Di Ragno) 1947年
- アルゼンチン蟻 (La Formica Argentina) 1952年
- まっぷたつの子爵 (Il Visconte Dimezzato) 1952年 ※『我々の祖先』三部作の1作目
- 木のぼり男爵 (Il Barone Rampante) 1957年 ※『我々の祖先』三部作の2作目
- 遠ざかる家 (La Speculazione Edilizia) 1957年
- ポー川の若者たち (I giovani del Po) 1958年
- スモッグ (La nuvola di smog) 1959年
- 不在の騎士 (Il Cavaliere Inesistente) 1959年 ※『我々の祖先』三部作の3作目
- 投票立会人の一日 (La giornata di uno scrutatore) 1963年
- 見えない都市 (Le Città Invisibili) 1972年
- 冬の夜ひとりの旅人が (Se Una Notte D'Inverno Un Viaggiatore) 1979年
- ジャガーの空の下で Sotto il sole giaguaro 1986年

### 短編集
- 最後に鴉がやってくる (Ultimo viene il corvo) 1949年
- 短編集（『むずかしい愛』『魔法の庭』） (I racconti) 1958年
- レ・コスミコミケ (Le cosmicomiche) 1965年
- 柔かい月 (Ti Con Zero) 1967年
- 宿命の交わる城 (Il Castello Dei Destini Incrociati) 1973年
- パロマー (Palomar) 1983年
- サン・ジョヴァンニの道 (La strada di San Giovanni) 1990年

### ジュブナイル
- マルコヴァルドさんの四季 (Marcovaldo ovvero Le stagioni in città) 挿絵:セルジョ・トーファノ(Sergio Tofano) 1958年、

### エッセイ・評論ほか
- 水に流して (Una pietra sopra)1980年
- 砂のコレクション (Collezione di sabbia) 1984年
- カルヴィーノの文学講義―新たな千年紀のための六つのメモ (Lezioni americane−Sei proposte per il prossimo millennio) 1988年
- なぜ古典を読むのか (Perche leggere i classici) 1991年

### 編著
- イタリア民話集 (Fiabe Italiane) 1956年

### 歌劇（補作）
- モーツァルト作曲の未完のドイツ語のジングシュピール歌劇「ツァイーデ」をイタリア語によるテキスト挿入(ナレーション)で構築（ドイツ語版ウィキペディア Italo_Calvino 項目「Opernlibretti」参照）

## 映像化作品
- 『いつもの見知らぬ男たち(I soliti ignoti)』マリオ・モニチェリ監督, 1958年（原案「菓子泥棒(Furto in una pasticceria)」）
- 『L’amore difficile』ニーノ・マンフレディ監督, 1962年（4つのエピソードのうち一つの脚本にカルヴィーノが参加）
- 『ボッカチオ'70(Boccaccio '70)』マリオ・モニチェリ監督, 1962年（原作「L’avventura di due sposi」）
- 『Ti-Koyo e il suo pescecane』Folco Quilici監督, 1964年（原作「Ti-Koyo et son requin」）
- 『不在の騎士(Il cavaliere inesistente)』Pino Zac監督 1971年
- 『Amores difíciles』Ana Luisa Liguori監督, 1983年
- 『L’avventura di un fotografo』Francesco Maselli監督, 1983年（TV放送用）
- 『Palookaville』アラン・テイラー監督, 1995年（『最後に鴉がやってくる』原案）

- 出演『Federico Fellini: Sono un gran bugiardo』Damian Pettigrew監督, 2002年（フェデリコ・フェリーニのドキュメンタリー）
- 代役が出演『L’isola di Calvino』Roberto Giannarelli監督, 2005年
- Neri Marcorèがカルヴィーノ役『Lo specchio di Calvino / Dans la peau d'Italo Calvino』Damian Pettigrew監督, 2012年